# Мишел Уотърсон
Мишел Уотърсон (на английски: Michelle Waterson), наричана Секси каратистката (The Karate Hottie), е американска майсторка на бойни изкуства (смесени бойни изкуства, бразилско джиу джицу, ушу), както и модел от тайски произход.
Тя е бивша шампионка на Invicta FC в женската категория „сламка“. Уотърсон започва кариерата си в MMA през 2007 г., подписва договор с UFC през 2015 г..
Мишел Уотърсон е омъжена за боксьора Джошуа Гомез (Joshua Gomez). Ражда момиченце – Арая (на английски: Araya), на 18 март 2011 г. Нареждана е сред най-красивите жени в UFC и не само.